# Grand Prix automobile de Monaco 2006
GP précédent GP suivant
Le Grand Prix automobile de Monaco 2006 (Formula 1 Grand Prix de Monaco 2006), disputé sur le circuit de Monaco, dans la principauté de Monaco le 28 mai 2006 est la 757e épreuve de l'histoire du championnat du monde de Formule 1 courue depuis 1950 et la septième manche du championnat 2006.
Fernando Alonso profite de la pénalité de Michael Schumacher en qualification pour remporter pour la première fois de sa carrière le Grand Prix de Monaco.

## Grille de départ
| Pos | Pilote               | Écurie              | Qualification 3 | Qualification 2 | Qualification 1 |
| --- | -------------------- | ------------------- | --------------- | --------------- | --------------- |
| 1   | Fernando Alonso      | Renault             | 1 min 13 s 962  | 1 min 13 s 622  | 1 min 14 s 232  |
| 2   | Mark Webber          | Williams-Cosworth   | 1 min 14 s 082  | 1 min 13 s 728  | 1 min 14 s 305  |
| 3   | Kimi Räikkönen       | McLaren-Mercedes    | 1 min 14 s 140  | 1 min 13 s 532  | 1 min 13 s 887  |
| 4   | Juan Pablo Montoya   | McLaren-Mercedes    | 1 min 14 s 664  | 1 min 14 s 295  | 1 min 14 s 483  |
| 5   | Rubens Barrichello   | Honda               | 1 min 15 s 804  | 1 min 14 s 312  | 1 min 14 s 766  |
| 6   | Jarno Trulli         | Toyota              | 1 min 15 s 857  | 1 min 14 s 211  | 1 min 14 s 883  |
| 7   | David Coulthard      | Red Bull-Ferrari    | 1 min 16 s 426  | 1 min 13 s 687  | 1 min 15 s 090  |
| 8   | Giancarlo Fisichella | Renault             | 1 min 14 s 396  | 1 min 13 s 647  | 1 min 14 s 614  |
| 9   | Nico Rosberg         | Williams-Cosworth   | 1 min 16 s 636  | 1 min 13 s 909  | 1 min 14 s 888  |
| 10  | Ralf Schumacher      | Toyota              |                 | 1 min 14 s 398  | 1 min 14 s 412  |
| 11  | Christian Klien      | Red Bull-Ferrari    |                 | 1 min 14 s 747  | 1 min 14 s 489  |
| 12  | Vitantonio Liuzzi    | Toro Rosso-Cosworth |                 | 1 min 14 s 969  | 1 min 15 s 314  |
| 13  | Jenson Button        | Honda               |                 | 1 min 14 s 982  | 1 min 15 s 085  |
| 14  | Jacques Villeneuve   | BMW Sauber          |                 | 1 min 15 s 052  | 1 min 15 s 316  |
| 15  | Nick Heidfeld        | BMW Sauber          |                 | 1 min 15 s 137  | 1 min 15 s 324  |
| 16  | Christijan Albers    | Midland-Toyota      |                 |                 | 1 min 15 s 598  |
| 17  | Tiago Monteiro       | Midland-Toyota      |                 |                 | 1 min 15 s 993  |
| 18  | Scott Speed          | Toro Rosso-Cosworth |                 |                 | 1 min 16 s 236  |
| 19  | Takuma Satō          | Super Aguri-Honda   |                 |                 | 1 min 17 s 276  |
| 20  | Franck Montagny      | Super Aguri-Honda   |                 |                 | 1 min 17 s 502  |
| 21  | Felipe Massa         | Ferrari             |                 |                 | Pas de temps    |
| 22  | Michael Schumacher   | Ferrari             | 1 min 13 s 898  | 1 min 13 s 709  | 1 min 15 s 118  |

- Giancarlo Fisichella, auteur du cinquième meilleur temps, s'est vu enlever ses trois meilleurs temps pour avoir gêné David Coulthard lors de son tour rapide ; il s'élance neuvième ;
- Michael Schumacher, auteur du meilleur temps, est rétrogradé en dernière position pour avoir délibérément perdu le contrôle de sa monoplace en fin de séance de qualification afin d'éviter que Fernando Alonso ne le batte[1].

## Course

### Déroulement de l'épreuve

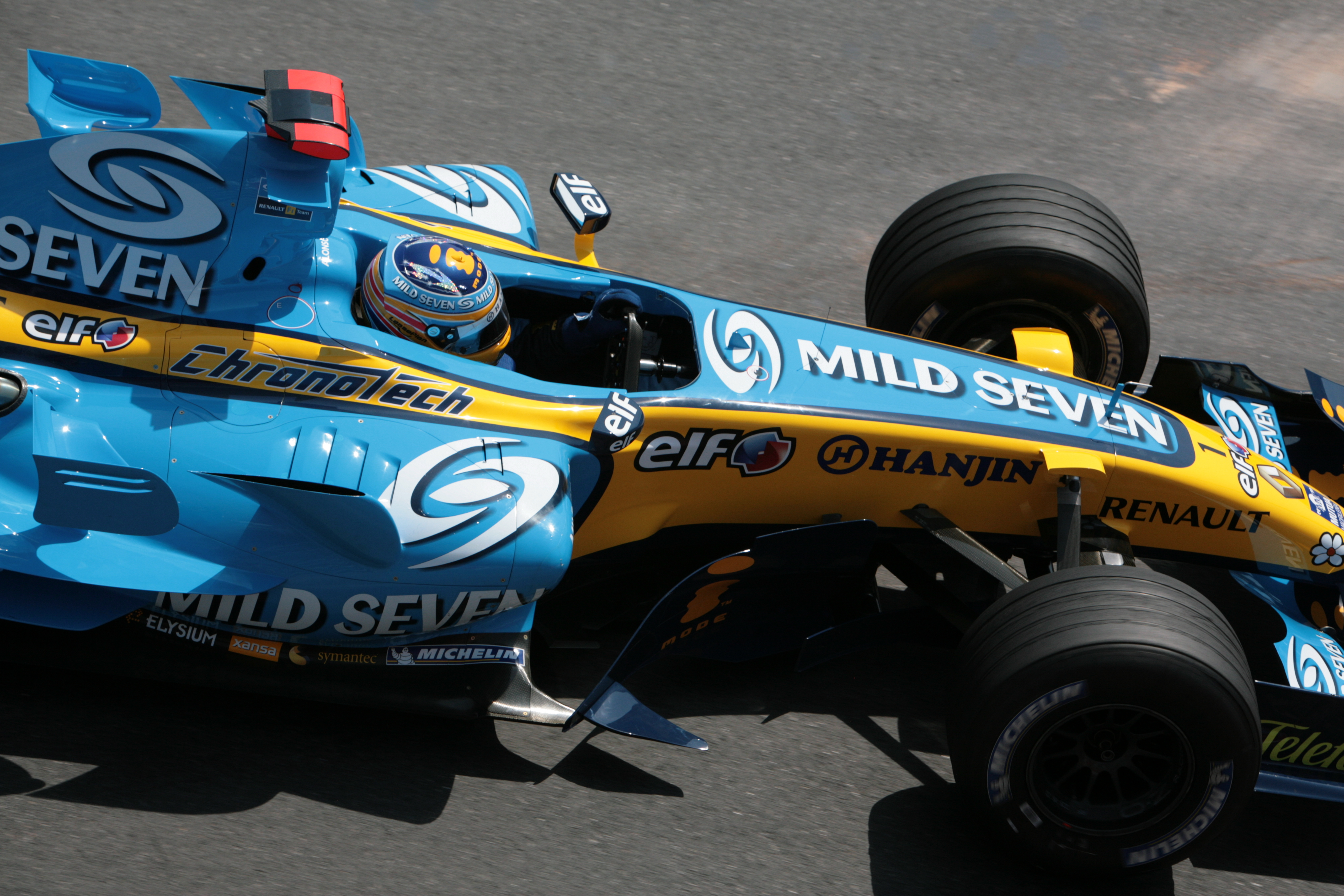
Fernando Alonso sur Renault R26 lors du Grand Prix de Monaco 2006

Parti en pole position après le déclassement de Michael Schumacher rétrogradé au dernier rang sur la grille pour avoir arrêté sa voiture au milieu de la piste à la fin des qualifications, Fernando Alonso s'impose pour la première fois à Monaco, augmentant son avance en tête du championnat du monde. Jusqu'à l'intervention de la voiture de sécurité au 48e tour, après l'explosion du moteur de Mark Webber installé à la troisième place, Alonso a fort à faire avec Kimi Räikkönen, second depuis le deuxième tour et qui n'a plus lâché l'Espagnol, obligé d'économiser ses pneumatiques par un problème de survirage et de motricité sur son deuxième train de pneus. La course se joue lorsqu'Alonso et Räikkönen plongent au même moment dans les stands, le premier repartant en tête. Sa fin de course est facilitée par l'abandon de son rival finlandais trois tours plus tard, après l'explosion de son moteur Mercedes. Juan Pablo Montoya et David Coulthard (Red Bull), tous deux anciens vainqueurs de l'épreuve monégasque terminent sur le podium. Parti des stands avec beaucoup d'essence pour ne faire qu'un arrêt après sa sanction, Michael Schumacher, aidé par les abandons de Webber, Räikkönen et Jarno Trulli, termine cinquième à l'issue d'une spectaculaire remontée (17 places gagnées) au cours de laquelle il améliore à plusieurs reprises le meilleur tour en course.

### Classement de la course

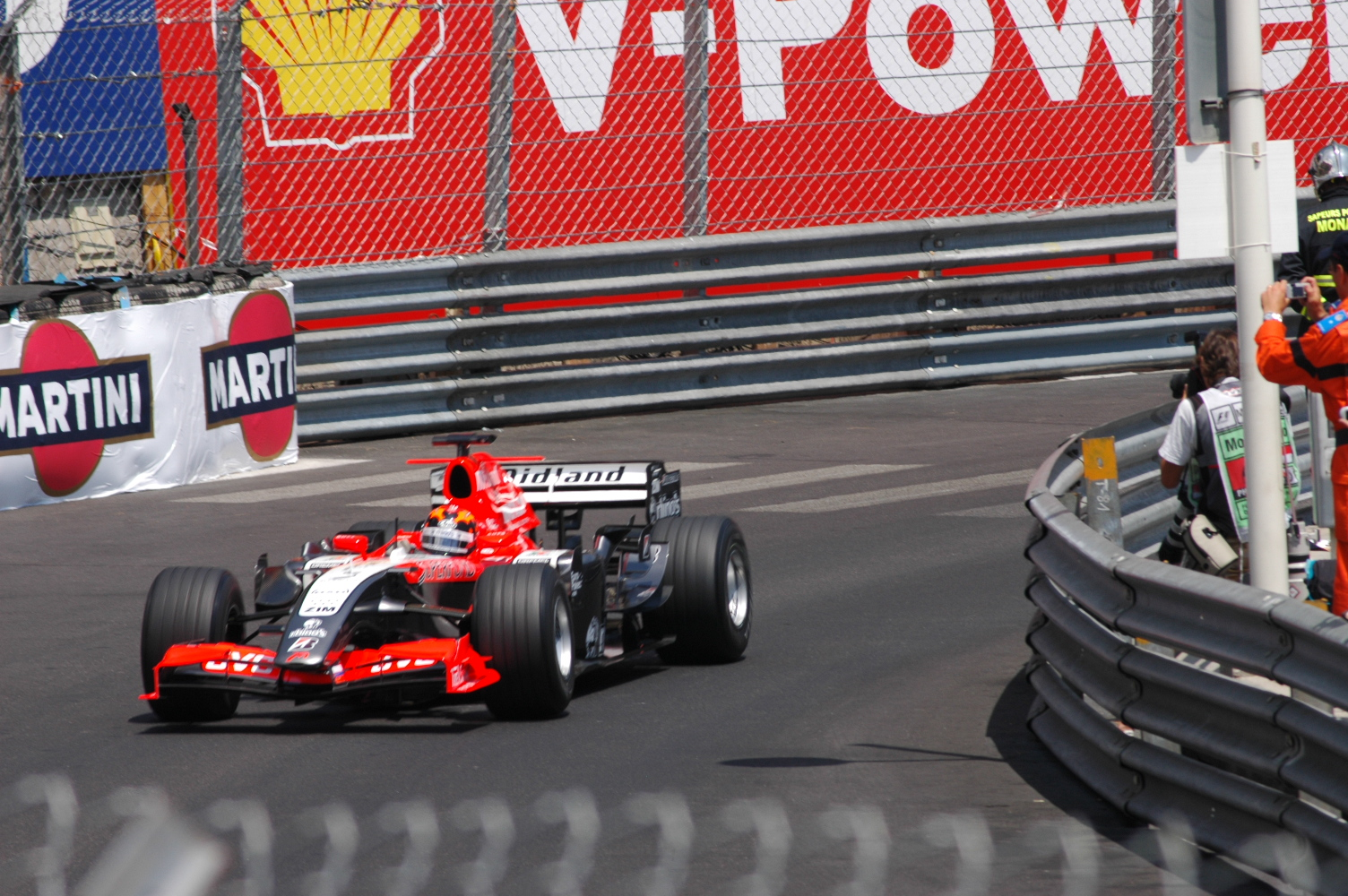
Christijan Albers sur Midland dans les rues de Monaco

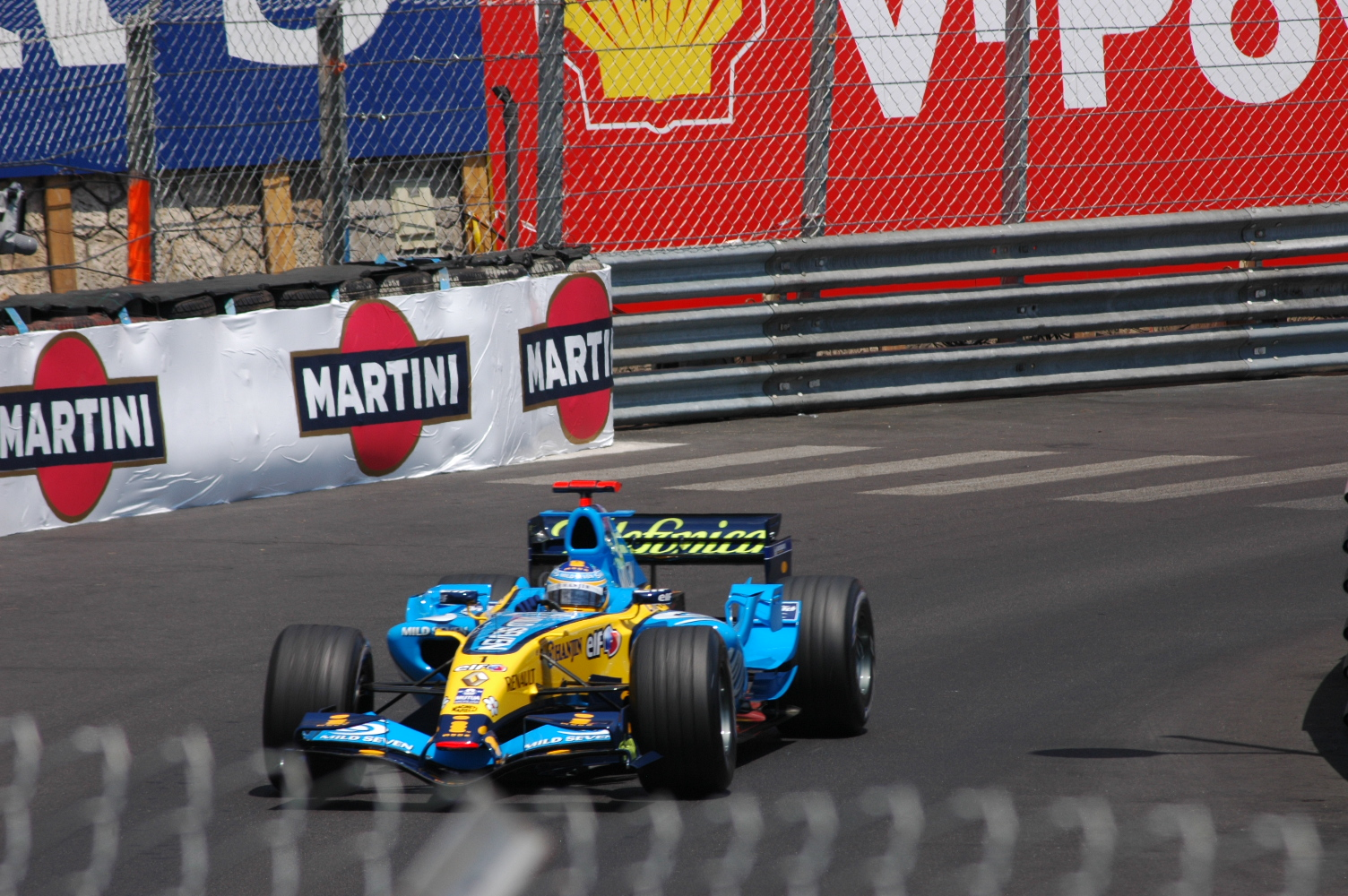
Fernando Alonso dans les rues de Monaco

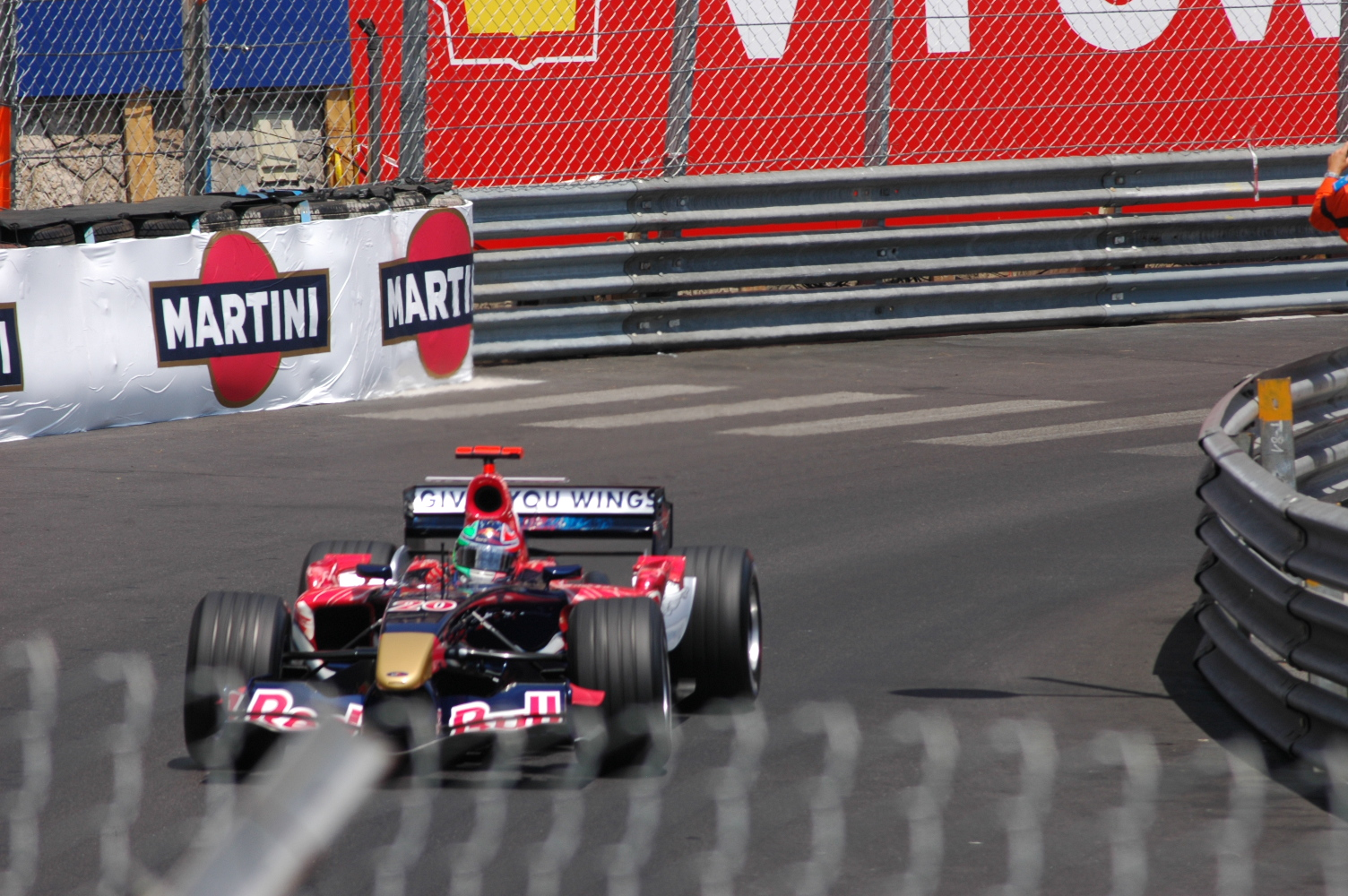
Vitantonio Liuzzi à Monaco

| Pos  | No | Pilote               | Écurie              | Tours | Temps/Abandon                      | Grille | Points |
| ---- | -- | -------------------- | ------------------- | ----- | ---------------------------------- | ------ | ------ |
| 1    | 1  | Fernando Alonso      | Renault             | 78    | 1 h 43 min 43 s 116 (150,708 km/h) | 1      | 10     |
| 2    | 4  | Juan Pablo Montoya   | McLaren-Mercedes    | 78    | + 14 s 567                         | 4      | 8      |
| 3    | 14 | David Coulthard      | Red Bull-Ferrari    | 78    | + 52 s 298                         | 7      | 6      |
| 4    | 11 | Rubens Barrichello   | Honda               | 78    | + 53 s 337                         | 5      | 5      |
| 5    | 5  | Michael Schumacher   | Ferrari             | 78    | + 53 s 830                         | 22     | 4      |
| 6    | 2  | Giancarlo Fisichella | Renault             | 78    | + 1 min 02 s 072                   | 9      | 3      |
| 7    | 16 | Nick Heidfeld        | BMW Sauber          | 77    | + 1 tour                           | 15     | 2      |
| 8    | 7  | Ralf Schumacher      | Toyota              | 77    | + 1 tour                           | 10     | 1      |
| 9    | 6  | Felipe Massa         | Ferrari             | 77    | + 1 tour                           | 21     |        |
| 10   | 20 | Vitantonio Liuzzi    | Toro Rosso-Cosworth | 77    | + 1 tour                           | 12     |        |
| 11   | 12 | Jenson Button        | Honda               | 77    | + 1 tour                           | 13     |        |
| 12   | 19 | Christijan Albers    | Midland-Toyota      | 77    | + 1 tour                           | 16     |        |
| 13   | 21 | Scott Speed          | Toro Rosso-Cosworth | 77    | + 1 tour                           | 18     |        |
| 14   | 17 | Jacques Villeneuve   | BMW Sauber          | 77    | + 1 tour                           | 14     |        |
| 15   | 18 | Tiago Monteiro       | Midland-Toyota      | 76    | + 2 tours                          | 17     |        |
| 16   | 23 | Franck Montagny      | Super Aguri-Honda   | 75    | + 3 tours                          | 20     |        |
| 17   | 8  | Jarno Trulli         | Toyota              | 72    | Hydraulique                        | 6      |        |
| Abd. | 15 | Christian Klien      | Red Bull-Ferrari    | 56    | Transmission                       | 11     |        |
| Abd. | 10 | Nico Rosberg         | Williams-Cosworth   | 51    | Accident                           | 8      |        |
| Abd. | 3  | Kimi Räikkönen       | McLaren-Mercedes    | 50    | Moteur                             | 3      |        |
| Abd. | 9  | Mark Webber          | Williams-Cosworth   | 48    | Échappement                        | 2      |        |
| Abd. | 22 | Takuma Satō          | Super Aguri-Honda   | 46    | Électrique                         | 19     |        |

### Pole position et record du tour
- Pole position :  Fernando Alonso (Renault) en 1 min 13 s 962 (vitesse moyenne : 162,570 km/h)[2].
- Meilleur tour en course :  Michael Schumacher (Ferrari) en 1 min 15 s 143 (vitesse moyenne : 160,015 km/h) au soixante-quinzième tour[3].

### Tours en tête
- Fernando Alonso (Renault) : 77 tours (1-23 / 25-78) ;
- Mark Webber (Williams-Cosworth) : 1 tour (24)[4].

## Classements généraux à l'issue de la course
| Pos. | Pilote               | Ecurie            | Points |
| ---- | -------------------- | ----------------- | ------ |
| 1    | Fernando Alonso      | Renault           | 64     |
| 2    | Michael Schumacher   | Ferrari           | 43     |
| 3    | Giancarlo Fisichella | Renault           | 27     |
| 4    | Kimi Raïkkönen       | McLaren-Mercedes  | 27     |
| 5    | Felipe Massa         | Ferrari           | 20     |
| 6    | Jenson Button        | Honda             | 16     |
| 7    | Juan Pablo Montoya   | McLaren-Mercedes  | 15     |
| 8    | Rubens Barrichello   | Honda             | 13     |
| 9    | Nick Heidfeld        | BMW Sauber        | 8      |
| 10   | David Coulthard      | Red Bull-Ferrari  | 7      |
| 11   | Ralf Schumacher      | Toyota            | 7      |
| 12   | Jacques Villeneuve   | BMW Sauber        | 6      |
| 13   | Mark Webber          | Williams-Cosworth | 6      |
| 14   | Nico Rosberg         | Williams-Cosworth | 2      |
| 15   | Christian Klien      | Red Bull-Ferrari  | 1      |

| Pos. | Ecurie            | Points |
| ---- | ----------------- | ------ |
| 1    | Renault           | 91     |
| 2    | Ferrari           | 63     |
| 3    | McLaren-Mercedes  | 50     |
| 4    | Honda             | 29     |
| 5    | BMW Sauber        | 14     |
| 6    | Williams-Cosworth | 10     |
| 7    | Red Bull-Ferrari  | 8      |
| 8    | Toyota            | 8      |

## Statistiques
- 12e victoire pour Fernando Alonso ;
- 30e victoire pour Renault en tant que constructeur ;
- 110e victoire pour Renault en tant que motoriste ;
- 1er podium pour Red Bull Racing.